# Tomasso Benvenuti
Tomasso Benvenuti (n. 4 februarie 1838, Cavarzere — d. 26 februarie 1906) a fost un compozitor de operă italian.

## Lista operelor
- 1856 -- Valenzia Candiano, premiera a avut loc probabil în același an
- 1857 -- Adriana Lecouvreur, premiera a avut loc la Milano în 26 noiembrie 1857
- 1861 -- Guglielmo Shakespeare, libretul aparține lui Francesco Maria Piave, premiera a avut loc la Parma în 14 februarie 1861
- 1864 -- La Stella di Toledo, premiera a avut loc la Milano în 23 aprilie 1864
- 1878 -- Il falconiere, premiera a avut loc la Veneția în 16 februarie 1878
- 1890 -- Beatrice di Suevia, premiera a avut loc la Veneția în 20 februarie 1890
- 1895 -- Le baruffe Chiozzotte, premiera a avut loc la Florența în ziua de 30 ianuarie 1895